# Grayenulla wilganea
Grayenulla wilganea är en spindelart som beskrevs av Zabka, Gray 2002. Grayenulla wilganea ingår i släktet Grayenulla och familjen hoppspindlar. Inga underarter finns listade i Catalogue of Life.